# Fly For Fun
Fly For Fun, także Flyff – gra komputerowa z gatunku MMORPG stworzona przez studio Aeonsoft i wydana 1 sierpnia 2004 roku przez Gala Networks. W odróżnieniu od innych gier z tego gatunku gracz ma możliwością latania. Gra charakteryzuje się bajkową warstwą graficzną.